# بروتين كيناز ألفا
بروتين كيناز ألفاأو بروتين كيناز معتمد-سي آمبي(بالإنجليزية: Protein kinase A)‏أو(بالإنجليزية: CAMP-dependent protein kinase)‏و هو انزيم ينتمي إلى عائلة الإنزيمات التي تعتمد على النشاط في مستويات الخلايا من دوري امبير (المخيم). وكما هو معروف فان بروتين كيناز هو إحداها ويعتمد على المخيم (بروتين كيناز ألفا).

## الوظيفة
بروتين الكيناز لديه عدة وظائف تنظيمية في الخلية، بما في ذلك تنظيم الجليكوجين، والسكر، واستقلاب الشحوم.
في عملية تفعيل البروتينات، يختلف طريقة عمل البروتين حسب نوع الخلايا من نوع لاخر، فإن البروتينات التي تتوفر فيها عملية الفسفرة تعتمد على الخلية التي PKA موجودا. وهكذا، لإن آثار التنشيط PKA تختلف.
ولا ينبغي الخلط بين تنشيط بروتين كيناز، على الرغم من كونه يحتوي على الطبيعة المماثلة في بروتين كيناز الفا.

## وصلات اضافية
- Cyclic+AMP-Dependent+Protein+Kinases في المكتبة الوطنية الأمريكية للطب نظام فهرسة المواضيع الطبية (MeSH).

- Drosophila cAMP-dependent protein kinase 1 - The Interactive Fly
- cAMP-dependent protein kinase: PDB Molecule of the Month